# Mohammedia (prefectuur)
Mohammedia (ook: Mohammadia) is een prefectuur in de Marokkaanse regio Grand Casablanca.
Mohammedia telt 322.286 inwoners op een oppervlakte van 34 km².  De hoofdplaats van de prefectuur is de gelijknamige stad Mohammedia.

## Plaatsen
| Plaats              | Inwoners | Inwoners |
| Plaats              | 1994     | 2004     |
| ------------------- | -------- | -------- |
| Mohammedia          | 169.035  | 188.619  |
| Aïn Harrouda        | 27.719   | 41.853   |
| Ech Challalate      | 26.086   | 40.311   |
| Beni Yakhlef        | 14.920   | 29.723   |
| Sidi Moussa Majdoub | 10.407   | 12.412   |
| Sidi Moussa Ben Ali | 7.753    | 9.368    |

Ben Slimane · Khouribga · Settat · El Jadida · Safi · Boulmane · Fez · Moulay Yacoub · Sefrou · Kénitra · Sidi Kacem · Casablanca · Médiouna · Mohammedia · Nouaceur · Assa-Zag · Guelmim · Tan-Tan · Tata · Boujdour · Es-Semara · Lâayoune · Al Haouz · Chichaoua · Essaouira · Kelâat Es-Sraghna · Marrakech · Al Ismaïlia · El Hajeb · Errachidia · Ifrane · Khénifra · Meknès · Berkane · Figuig · Jerada · Driouch · Nador · Oujda-Angad · Taourirt · Aousserd · Oued ed Dahab · Khémisset · Rabat · Salé · Skhirat-Témara · Agadir-Ida-Ou-Tanane · Inezgane-Aït Melloul · Chtouka-Aït Baha · Ouarzazate · Taroudant · Tiznit · Zagora · Azilal · Béni-Mellal · Chefchaouen · Fahs-Bni Mkada · Larache · Tanger-Asilah · Tétouan · Al Hoceima · Taounate · Taza